# Don't ask, don't tell

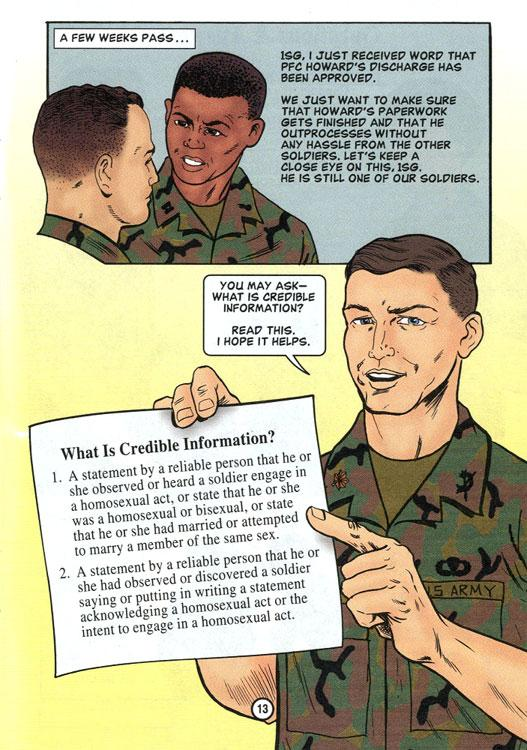
Image issue d'un manuel de formation américain expliquant ce que sont des « informations crédibles » pouvant mener à l'application de la loi. Sont en particulier concernés le témoignage de la part d'une personne digne de confiance qu'une autre s'est engagée dans des actes homosexuels ou a déclaré être homosexuelle ou bisexuelle.

Don't ask, don't tell (« Ne demandez pas, n'en parlez pas » en français) est une politique et législation discriminatoire qui était en vigueur de 1994 à 2011 dans les forces armées des États-Unis vis-à-vis des homosexuels ou bisexuels,. Elle est abolie par un vote du Sénat américain le 18 décembre 2010 et mise en application jusqu'au 20 septembre 2011.

## Principe
Cette politique adoptée en 1993 consiste à assouplir l'interdiction faite aux non-hétérosexuels de s'engager dans l'armée en intimant à l'armée de ne pas se renseigner sur l'orientation sexuelle des recrues, avec pour contrepartie la discrétion des intéressés : ne pas demander, ne pas révéler. La loi continuait d'interdire à toute personne qui « démontre une propension ou a l'intention de s'engager dans des actes homosexuels » de servir dans l'armée américaine, parce que cela « créerait un risque inacceptable contre les hauts standards moraux, l'ordre, la discipline et la cohésion qui forment l'essence des capacités militaires ». La législation empêche donc toute personne homosexuelle ou bisexuelle de révéler son orientation sexuelle et de parler de relations homosexuelles, y compris du mariage et de l'homoparentalité, tant qu'elle sert dans les forces américaines. La partie « ne demandez pas » indique que les supérieurs ne doivent pas commencer d'enquête tant qu'il n'existe aucun comportement prohibé, bien qu'il existe de nombreux cas où des soupçons quant à l'homosexualité ou la bisexualité d'une personne ont entraîné une enquête. Pendant l'application de cette législation, au moins 14 000 militaires américains ont dû démissionner de l'armée pour cette raison.

## Début de la politique

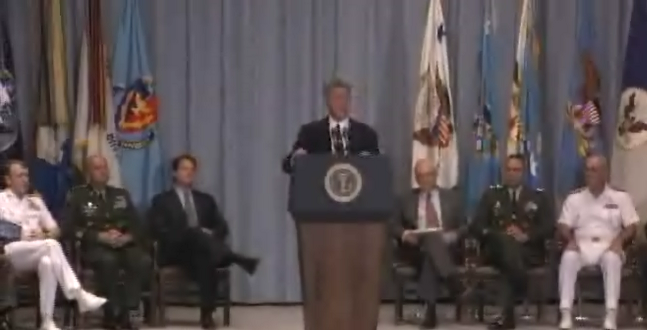
Le président Bill Clinton, en juillet 1993, parlait de la nouvelle politique concernant les homosexuels dans l'armée.

Cette politique a été conçue en 1993 comme un compromis entre ce qui existait déjà, le bannissement complet des homosexuels et bisexuels de l'armée, et la promesse de campagne de Bill Clinton pour la campagne présidentielle de 1992, que tous les citoyens, quelle que soit leur orientation sexuelle, pourraient servir dans l'armée. Cette politique a été mise en place par Colin Powell et maintenue par George W. Bush.

« L'orientation sexuelle ne sera pas un frein au service militaire à moins d'une conduite homosexuelle manifeste. Les autorités militaires renverront les membres qui s'engagent dans des conduites homosexuelles, c'est-à-dire des actes homosexuels, une affirmation que le membre est homosexuel ou bisexuel ou un mariage avec une personne du même sexe »

— « The Pentagon's New Policy Guidelines on Homosexuals in the Military », The New York Times (20 juillet 1993), p.A14.
De manière plus générale, Don't ask, don't tell a été utilisé pour décrire toute instance[pas clair] demandant aux personnes de garder secrètes leurs relations sexuelles et sentimentales (et donc parfois leur famille) mais sans réclamer de mensonge délibéré.

## Opinion publique
Des sondages ont indiqué qu'une grande majorité des Américains étaient pour autoriser les gays, les lesbiennes et les bisexuels à servir dans l'armée américaine sans cacher leur orientation. Un sondage national, conduit en mai 2005 par le Boston Globe, a indiqué que 79 % des votants n'avaient rien contre les personnes ouvertement homosexuelles servant dans l'armée[réf. nécessaire]. Dans un sondage conduit en 2008 par le Washington Post et ABC News, 75 % des Américains, soit respectivement 80 % des démocrates, 75 % des indépendants et 66 % des républicains affirment que les personnes ouvertement homosexuelles devraient pouvoir servir militairement. Un sondage du décembre 2010 conduit par le Washington Post donnait presque les mêmes résultats, estimant que 77 % des Américains étaient pour autoriser les gays et les lesbiennes à servir dans l'armée américaine sans cacher leur orientation.

## Fin de la loi

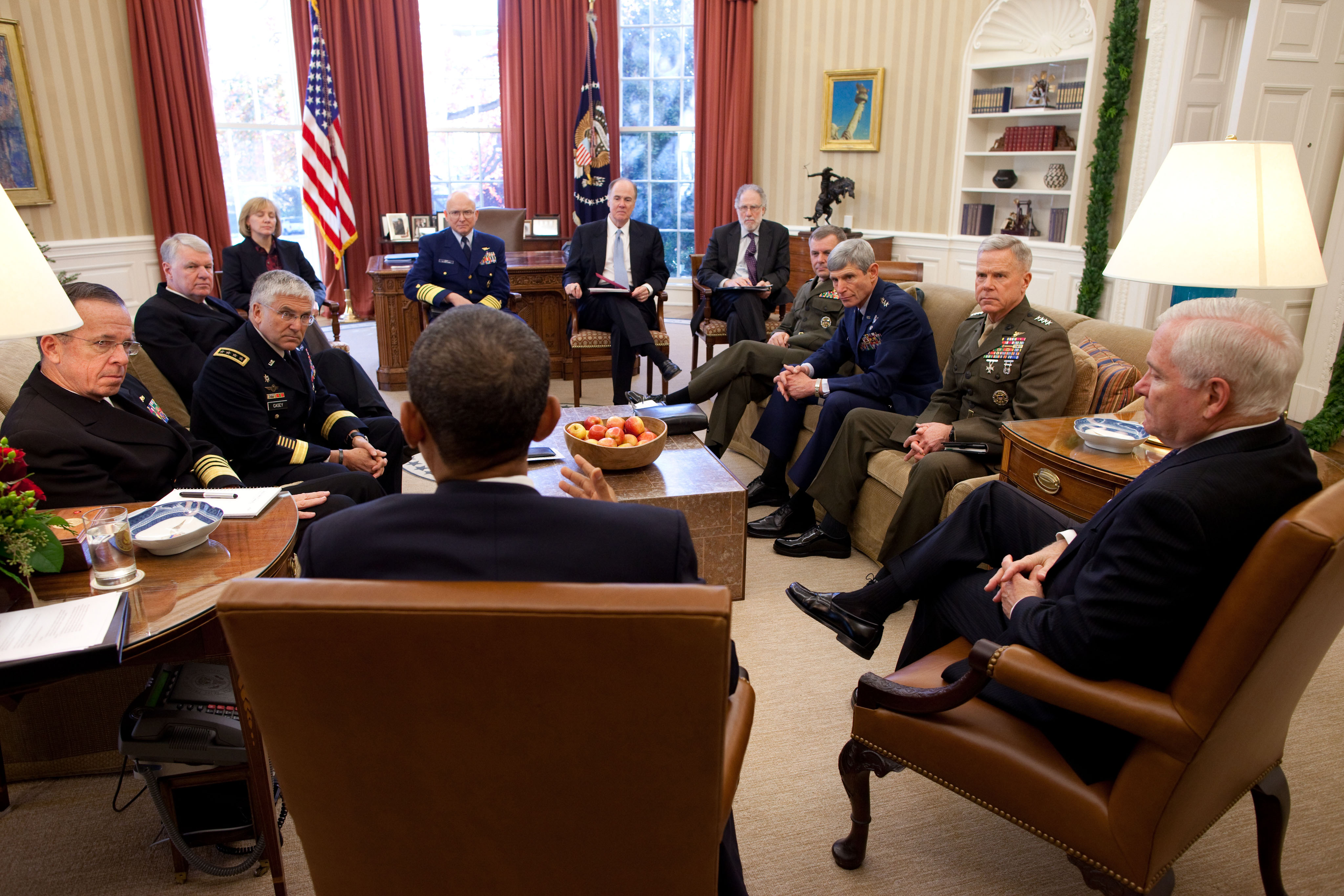
Réunion au sujet de l'abrogation de la politique Don't ask, don't tell, avec Barack Obama, les chefs d'état-major américains et le secrétaire à la Défense Robert Gates, dans le bureau ovale, le 29 novembre 2010.

Barack Obama, tout juste désigné prix Nobel de la paix, s'exprimant lors d'un dîner de la Human Rights Campaign le 10 octobre 2009, a indiqué qu'il allait mettre fin à la loi Don’t ask, don’t tell (de 1993) qui impose le silence aux homosexuels et bisexuels au sein de l'armée américaine. Il a précisé que « nous ne devrions pas punir des Américains patriotes qui se sont portés volontaires pour servir ce pays. Nous devrions louer leur volonté de montrer tant de courage et de désintéressement au nom de leurs concitoyens, spécialement quand ils combattent dans deux guerres. »
Le 15 décembre 2010, la Chambre des représentants adopte, par 250 voix contre 175, un projet de loi du Congrès visant à abolir cette doctrine. L’administration du président Barack Obama est alors nettement favorable à cette abrogation, comme les sondages dans l'armée. Le 18 décembre, le Sénat vote l'abolition définitive de la loi de Bill Clinton de 1993 par 65 voix contre 31. 8 sénateurs républicains se joignent aux démocrates pour voter pour cette abolition. « Comme le président le dit depuis longtemps, mettre fin à la directive Don't ask, don't tell et permettre aux gays et lesbiennes de servir ouvertement dans l'armée renforcera notre sécurité nationale, tout en confirmant le principe fondamental d'égalité sur lequel notre pays a été fondé », est la déclaration officielle sous forme de communiqué de la Maison-Blanche après le vote du Sénat.
Le 6 juillet 2011, par décision d'une cour d'appel de San Francisco, les normes qui interdisaient encore formellement aux différents Américains gays, lesbiennes et bisexuels de s'engager dans leurs armées sont immédiatement suspendues. Le Pentagone écrit dès lors de nouvelles règles mais cette décision prévaut et oblige le porte-parole du département de la Défense à anticiper ces engagements « dans les toutes prochaines semaines ». D'ores et déjà, n'importe qui peut s'adresser à un centre de recrutement et se déclarer ouvertement gay, lesbienne ou bisexuel : le centre de recrutement a désormais l'obligation légale d'instruire cette demande[Passage à actualiser].

## Après l'abrogation
L'association Human Rights Campaign estime, près de deux ans après le retrait de la loi, que les soupçons de « chaos gay » qu'aurait causé l'abrogation de la loi, portés par ceux qui y étaient opposés, se sont révélés infondés. Le sénateur républicain John McCain déclarait par exemple en 2010 que cette loi « causerait un grand dommage » à l'armée américaine.
Le New York Times rapporte en 2012 que des comités de soutien aux étudiants ouvertement gays, lesbiennes ou bisexuels se forment dans certaines académies militaires américaines.